# Olfersia spinifera
Olfersia spinifera är en tvåvingeart som först beskrevs av Leach 1817.  Olfersia spinifera ingår i släktet Olfersia och familjen lusflugor. Inga underarter finns listade i Catalogue of Life.